# گمینا ایوووو-اوسادا
گمینا ایوووو-اوسادا (به لهستانی:  Gmina Iłowo-Osada) یک گمینا در لهستان است که در شهرستان جاودووو واقع شده‌است. گمینا ایوووو-اوسادا ۱۰۳٫۸ کیلومتر مربع مساحت و ۷٬۳۵۹ نفر جمعیت دارد.